# تیم ملی فوتبال زیر ۲۳ سال عراق
تیم ملی فوتبال زیر ۲۳ سال عراق (انگلیسی: Iraq national under-23 football team) نماینده عراق در بازی‌های المپیک و بازی‌های آسیایی است.
اولین دوره ی حضور این تیم در مسابقات المییک سال ۲۰۰۴ بوده است که در این مسابقات با درخشش توانست تیم چهارم المپیک
شود از نتایج درخشان این تیم می‌توان به پیروزی در مقابل تیم پرتغال در این دوره اشاره کرد.